# Мраович, Александар
Александар Мраович (24 февраля 1997, Вена, Австрия) — австрийский боксёр-любитель. Чемпион Австрии (2016), серебряный призёр чемпионата Австрии (2015), серебряный призёр чемпионата Европы среди молодёжи U-22 (2017) в любителях.

## Любительская карьера
В ноябре 2013 года стал чемпионом Австрии среди юниоров в тяжёлой весовой категории (свыше 80 кг).
В ноябре 2013 года стал бронзовым призёром чемпионата Европы среди юношей в тяжёлой весовой категории (свыше 80 кг).
В апреле 2014 года стал чемпионом Австрии среди юниоров в супертяжёлой весовой категории (свыше 91 кг).
В октябре 2014 года стал бронзовым призёром чемпионата Европы среди юношей в супертяжёлой весовой категории (свыше 91 кг).
В апреле 2015 года стал чемпионом Австрии среди юниоров в тяжёлой весовой категории (до 91 кг).

### Чемпионат Австрии 2015
Выступал в тяжёлой весовой категории (до 91 кг). В финале проиграл Стефану Николичу.
В ноябре 2015 года стал бронзовым призёром чемпионата Европы среди юношей в тяжёлой весовой категории (до 91 кг).

### Чемпионат Австрии 2016
Выступал в супертяжёлой весовой категории (свыше 91 кг). Стал чемпионом.
В марте 2017 года стал серебряным призёром чемпионата Европы среди молодёжи (19—22 лет) в Брэила (Румыния), в супертяжёлой весовой категории (свыше 91 кг). Где он в четвертьфинале по очкам (5:0) победил поляка Камила Бодзиоха, в полуфинале досрочно нокаутом в 1-м раунде победил итальянца Азиза Аббеса Мухийдина, но в финале по очкам (1:4) решением большинства судей проиграл немцу Питеру Кадиру.

### World Series of Boxing2017
Представлял команду «France Fighting Roosters». Выступал в супертяжёлой весовой категории (свыше 91 кг). 20 апреля 2017 года проиграл итальянцу Гвидо Вианелло.

### Чемпионат Европы 2017
Выступал в супертяжёлой весовой категории (свыше 91 кг). В 1/8 финала проиграл молдованину Алексею Заватину.

### Чемпионат мира 2019
Выступал в супертяжёлой весовой категории (свыше 91 кг). Где он в 1/16 финала соревнований по очкам (0:5) проиграл армянину Гюргену Оганесяну.

### Чемпионат мира 2021
Выступал в тяжёлой весовой категории (до 92 кг). В 1/16 финала проиграл иранцу Туфану Шарифи.

## Профессиональная карьера
Дебютировал на профессиональном ринге 1 июля 2023 года. Победил нокаутом в 1-м раунде.

## Статистика боёв
В таблице перечислены результаты всех поединков боксёров.
В каждой строке указан результат поединка. Дополнительно номер поединка обозначен цветом, который обозначает итог поединка. Расшифровка обозначений и цветов представлена в нижеследующей таблице.
| Пример | Расшифровка                     |
| ------ | ------------------------------- |
|        | Победа                          |
|        | Ничья                           |
|        | Поражение                       |
|        | Планируемый поединок            |
|        | Поединок признан несостоявшимся |
| КО     | Нокаут                          |
| ТКО    | Технический нокаут              |
| PTS    | Решение судей (по очкам)        |
| UD     | Единогласное решение судей      |
| MD     | Решение большинства судей       |
| SD     | Раздельное решение судей        |
| RTD    | Отказ от продолжения боя        |
| DQ     | Дисквалификация                 |
| NC     | Поединок признан несостоявшимся |

| Бой | Дата         | Соперник                | Место проведения                                             | Результат | Примечание |
| --- | ------------ | ----------------------- | ------------------------------------------------------------ | --------- | ---------- |
| 2   | 15 июля 2023 | Джеймс Стивенс (0-2)    | Fortitude Music Hall, Fortitude Valley, Квинсленд, Австралия | KO2 (4)   |            |
| 1   | 1 июля 2023  | Тиннакорн Сирикул (0-3) | Sitpholek institute of Muaythai, Паттайя, Чонбури, Таиланд   | TKO1 (3)  |            |
| Бой | Дата         | Соперник                | Место проведения                                             | Результат | Примечание |

## Титулы и достижения
- 2013  Чемпион Австрии среди юниоров в тяжёлом весе (свыше 80 кг).
- 2013  Бронзовый призёр чемпионата Европы среди юниоров в тяжёлом весе (свыше 80 кг).
- 2014  Чемпион Австрии среди юниоров в супертяжёлом весе (свыше 91 кг).
- 2014  Бронзовый призёр чемпионата Европы среди юниоров в супертяжёлом весе (свыше 91 кг).
- 2015  Чемпион Австрии среди юниоров в тяжёлом весе (до 91 кг).
- 2015  Серебряный призёр чемпионата Австрии в тяжёлом весе (до 91 кг).
- 2015  Бронзовый призёр чемпионата Европы среди юниоров в тяжёлом весе (до 91 кг).
- 2016  Чемпион Австрии в супертяжёлом весе (свыше 91 кг).
- 2017  Серебряный призёр чемпионата Европы среди юниоров до 22 лет в супертяжёлом весе (свыше 91 кг).